# Людвіг Феєрбах
Людвіг (Людвіґ) Андреас Феєрба́х (нім. Ludwig Andreas Feuerbach; 28 липня 1804, Ландсгут — 13 вересня 1872, Рехенберг, поблизу Нюрнберга) — німецький філософ, син криміналіста і філософа Ансельма Феєрбаха. Спочатку один з послідовників Гегеля, пізніше — творець самобутньої філософської концепції матеріалістичного спрямування, яка отримала назву «антропологічний матеріалізм». Упродовж деякого часу — професор Ерлангенського університету, з якого був звільнений після розкриття його авторства анонімної атеїстичної праці «Думки про смерть та безсмертя» (1830). Основні праці: «До критики філософії Гегеля» (1839), «Сутність християнства» (1841), «Основні положення філософії майбутнього» (1843), «Сутність релігії» (1845), «Історія філософії Нового часу від Бекона Веруламського до Бенедикта Спінози» (1833) та ін.

## Антропологічна філософія Л. Феєрбаха
Людвіґ Феєрбах запропонував відмінне від традиційного розуміння філософії, її минулого та сучасності, ролі в суспільстві та ставленні до релігії. За Феєрбахом, у світі починається нова епоха — постхристиянська. Релігія відмирає, її місце в культурі звільняється, і зайняти це місце повинна філософія. Водночас і сама філософія повинна змінитися: вона не має стати простим чи негативним (в гегелівському розумінні) запереченням релігії. «Якщо філософія повинна замінити релігію, — стверджує Феєрбах, — то, залишаючись філософією, вона має стати релігією, вона повинна містити в собі — у відповідній формі — те, що становить сутність релігії, повинна містити переваги релігії». Інакше кажучи, повинна бути якась нова (відмінна від попередньої) синтетична форма свідомості і знання. Нова філософія повинна стати несхожою і на стару християнську релігію, і на стару «шкільну» філософію, хоча й потрібно зберегти найкраще з них обидвох. Уточнюючи свої уявлення, Феєрбах називає нову філософію — «релігію» антропологією, «філософією майбутнього». Водночас сам Фоєрбах бачив сутнісні відмінності між філософією та релігією і вказував на них. У релігії сильний бік — її світоглядна ефективність, її близькість до «серця» людини, її емоцій, глибинних особистісних структур (при цьому релігію Фоєрбах вважає родовою ознакою людини — адже в тварин релігії немає). З іншого боку, гегелівська філософія з її абсолютизацією мислення, раціонального пізнання виявляється, за Фоєрбахом, раціоналізованою формою теології. Філософія — це неначе «сенс» у релігії. Вона також виростає з сутнісних аспектів людської свідомості. І те, й інше повинна об'єднати у собі «філософія майбутнього», але у цьому об'єднанні мають зникнути, усунутися слабкі сторони і філософії, і релігії.
Слабкість філософії, за Феєрбахом, — в її відірваності від «серця», манірній віддаленості від світу, теоретичному егоїзмі. Це й повинно бути усунене при злитті філософії та релігії, а тому філософія повинна перетворитися на практичну філософію (цей мотив був характерним для усього молодогегельянства).
Найсильнішою стороною християнства, яка уможливила цій релігії стати світовою, легко доходити до «серця» людини, Фоєрбах вважає мораль. Тому природно, що «нова філософія» повинна знайти якусь нову форму морально-етичної свідомості. Фоєрбах здійснив спробу її виробити. Замість християнства та філософії гегелівського типу він запропонував «філософію Людини». Згідно з його гуманістичною концепцією Людина — це найвище у ціннісному відношенні, абсолютна цінність. При цьому слід говорити не про окремих людей, а про їх сутність, тобто про родовий початок. Окрема людина зовсім не є вмістилищем усіх людських чеснот, але Людина як така є нескінченно мудрою, доброю, всемогутньою. Її властивості — це вона сама, а без них (тобто без моральних якостей мудрості, доброти, могутності) Людини зовсім немає. В людині все є цінним: емоційне та психологічне життя є не менш важливим, аніж розум. Також вельми важливо, що людина живе в прямому контакті з природою, бо зовнішня природа є близькою природі самої людини. За Фоєрбахом, людська сутність цілком гармонійно виявляє себе в людському існуванні: життя природи та умови буття перебувають у глибокій єдності з людською сутністю.
Отже, людина, за Феєрбахом, перебуває та існує в гармонійній єдності з власною сутністю, власними якостями («предикатами»), зовнішньою та внутрішньою природою. Вища ж єдність проявляється в моральному наповненні цієї гармонії, яка реалізується у імперативі, вищому законі для Людини. Цей закон полягає у вимозі ставитися до людини як до найвищої цінності, як до бога. При цьому людина ставиться до себе як до бога, коли вона бачить божественне у іншій людині. Запозичена в християнстві заповідь любові до Бога і ближнього перетворюється на Фоєрбаха на основний моральний закон. Саме Любов (як домінуюче в людському ставленні до Бога) наділяється в Фоєрбаха родовим смислом — це любов статева, родотворча, до якої належить і любов до дітей, тобто до продовження самих себе, свого Я. За Фоєрбахом, стосунки між людьми мають включити в себе закон Любові як певну надцінність, дати йому увійти в «серце» людей, змінюючи вплив релігії.
Фоєрбахівські уявлення про Людину були отримані шляхом критичного перетлумачення християнських ідей. Фоєрбах віддав чи приписав Людині лише ті якості («предикати»), які релігія приписувала Богові. На його думку, Бог — це відчужена та об'єктивована сутність людини (або, інакше кажучи, бог є деяким символічно закодованим зображенням суто людських властивостей та якостей). Саме в тому, що боги утворені за образом та подобою людей, і корениться, за Фоєрбахом, сенс та цінність релігійної свідомості, основа її дійовості в історії. Але недостатньо лише розуміти природу релігії, вважає Фоєрбах, — критикувати її означає зводити, або редукувати, релігійні образи та цінності до їх земних прообразів. Перетлумачений таким чином зміст релігії саме й веде, за Феєрбахом, до справжнього розуміння сутності людини.
Фоєрбахівська філософія виявила значний вплив на формування світової філософської думки, зокрема — на молодогегельянство та марксизм. Хоча майже відразу ж її розкритикували сучасники мислителя, та фундаментальність порушених Фоєрбахом питань й глибина його спроби відповісти на них дає підстави відвести йому належне місце серед гігантів світової філософської думки.

## Пам'ять
У місті Харків є майдан Феєрбаха.